# 灵吸怪
灵吸怪（Illithid）是角色扮演游戏《龙与地下城》中所设定的一种具有强大的心灵能力的生物，也被称作夺心魔（Mind Flayer），以其吮食的脑浆而臭名昭著。

## 外形特征
成年灵吸怪站立时约有6英尺高，体重约170磅。灵吸怪的眼睛没有瞳孔，呈乳白色，嘴巴附近长有四只触须，脑袋看起来像一个章鱼。灵吸怪的身体呈淡紫色，皮肤像冷冰冰的弹性橡皮一样，上面还覆盖着一层反光的粘液。
灵吸怪是雌雄同体的生物。

## 生活环境和社会组成
灵吸怪一般生活在地底的城市中，规模从200到2000不等。他们拥有大量奴隶来为自己服务。
目前灵吸怪在很多虚构的世界中都有存在，但这个种族的起源目前虽然有多种推测却大都没有实际证据。有一种说法是灵吸怪的实际居所可能在低层界。
灵吸怪偶尔也会为了发掘一些黑暗和恐怖的秘密而组成3-5人的小队，有时还会带领6-10只石盲蛮族。

### 典型城市
奥灵多尔城是一个灵吸怪的城市，位于下幽暗地域 ，坐落在中央的下方。该城市生活着26000人口，其中有3450个夺心魔，以及大量被心灵控制的奴隶。除了奴隶商人外，很少会有人拜访这座城市。
这座城市被认为是现存灰矮人的发源地。根据灰矮人的传说，几千年以前杜尔加部落被其他的矮人放逐，后来他们遭到灵吸怪的奴役而成为奴隶。灵吸怪们希望能够创造一种对他们忠心耿耿的奴隶，杜尔加矮人被奴役和损害无数代后逐渐变成了矮人的新亚种。但最后灰矮人们摆脱了精神控制，发动了一系列起义并从奥灵多尔城逃走，这件事情给奥灵多尔城造成了巨大的混乱和破坏。

### 中枢之脑
灵吸怪的社会是透過中枢之脑，又称主脑(Elder-Brain)，将所有个体联系起来的。中枢之脑是一团不断脉动，直径大约20英尺的肉团，它是灵吸怪的知识合成体，灵吸怪之间的心灵通讯都是通过它完成的。
主脑是整个灵吸怪社会的中心，它同时担任着灵吸怪城市的最高领导者、审判者、仲裁者、统治者、母亲和图书馆的角色。
主脑的物理实体由存放死去的夺心魔的大脑的盐水池构成，灵吸怪的幼体像蝌蚪一样，生活在这个盐水池中。主脑虽然不能移动，也无法以物理方式进行自我保护，但它拥有着巨大的灵能力量，远远超过单个的灵吸怪。
灵吸怪很重視中枢之脑，通常手指靈巧的奴隸（例如卓爾精靈）會被安排幫中枢之脑進行按摩。

### 灵吸怪术士
大多数的灵吸怪都是心灵术士，但有极少数的灵吸怪有法师的天赋。因为施法方式不同而通常被认为是离经叛道。

### 噬魂怪 Ulitharid
差不多每25只灵吸怪蝌蚪中就有一只需要标准时间的两倍(25年)才能发育到足以通过蜕变以变成成体的阶段。如果它们有这个机会的话,它们将变成噬魂怪。然而,但在进行蜕变之前,没什么办法把它们从咸水池中的其它蝌蚪区分开来;噬魂怪蝌蚪比普通的蝌蚪更有机会在主脑的捕食中幸存下来。一般来说,每个卵囊中都能孵化出大约40只噬魂怪的蝌蚪,而在一个卵囊中孵化出的大约1000只蝌蚪中平均只能有2个可以成功地幸存下来以进行蜕变。也就是说,在20000只蝌蚪(20个卵囊)中只有一个噬魂怪蝌蚪能够熬到完全发育成熟的时候。
噬魂怪比它们较弱的同类要高大,身高接近7.5英尺。除了它们的体形以外,它们还长出了两条额外的触手。这使它们总共拥有6条触手,并受到绝大多数四条触手的同类的尊敬。最后,它们至少可以活上250年,而且往往能在加入主脑之前活得更久。
噬魂怪一般就是传说中“超级夺心魔”的正体,它们在诞生后能够迅速晋升至整个灵吸怪社群的顶层,凌驾于普通灵吸怪之上而成为种族的荣耀。噬魂怪的殊荣体现在它们那两条额外的触手,一般情况下,它们都是枢机院的一把手,探险队首领,或者与神联络者(Godly Liaison,应该是高级牧师),或者干脆同时兼职三者。不管怎么说,噬魂怪的出现是非常罕见的,它的诞生意味着该灵吸怪社群可以为拥有一个每十个灵吸怪社群只能产生一个的噬魂怪长老而自豪。

### 吸血灵吸怪
成为吸血鬼的灵吸怪，然而具体他们是如何形成的则没有人知道。由于他们无法繁衍，而且同时需要鲜血和新鲜脑浆才能养活，加上成为吸血鬼后吸血鬼的嗜血欲狂暴完全战胜了理智，再加上灵吸怪社会对他们的追捕，故能生存下来的极少。

### 反灵吸怪
反灵吸怪仅仅存在于灵吸怪社会的传说。由于灵吸怪的形成需要蝌蚪寄生于类人生物的脑内，如果寄主的意志强大到能够战胜脑子里的蝌蚪，那么就有可能形成反灵吸怪。反灵吸怪的外表、能力和灵吸怪一样，但由于蝌蚪在和寄主的意志争夺中落败，因此他的意志仍然属于寄主。反灵吸怪基本不可能被寄主原来的社会接受，而如果想融入灵吸怪社会则必须立刻学会像灵吸怪一样生活，不然一旦身份暴露，结局就只能是死亡。

### 信仰
灵吸怪的守护神是，其外形据说像一个具有无数触手的巨大的绿色大脑，相关的神职包括魅惑、邪恶、知识、法律、精神力量和暴政，是一位神格高达18的强大神力。虽然所有的灵吸怪都崇敬这位邪恶神祇，但只有很少的夺心魔会成为其牧师。

## 生命周期
灵吸怪的一生会经历卵/蝌蚪/蜕变/成年四种形态，从卵到成年大约要经历10年的时间，成年的灵吸怪自然状态下大约能活115到135年。

## 特殊能力和战术
灵吸怪非常聪明，智力一般是19甚至更高，其感知也高达17。在龙与地下城3版规则中，普通人类的智力和感知都在9-11之间，19的智力可以视作智商高达190。
灵吸怪具有强大的心灵能力，可以同任何生物通过心灵感应沟通，甚至能够控制生物的心灵，任由摆布。它可以用心灵冲击波攻击敌人，也可以使用多种心灵异能法术，但是愤怒的情绪可以缓解心灵冲击波的影响。
实际战斗中，灵吸怪喜欢让自己的奴隶在前方攻击敌人，自己从远距离使用心灵爆破能力和心灵异能法术攻击敌人。当敌人陷于震慑状态而无法行动后，灵吸怪会将触须攀附在敌人头部，榨取对方的脑汁。
如果灵吸怪察觉战况对自己不利，即使失败的可能很小，它仍然会立刻扔下伙伴和奴隶逃命。
灵吸怪喜欢用心灵感应进行沟通，但他们也会说地底通用语。
灵吸怪可以随意使用浮空术。

## 和其他种族的关系

### 敌人
灵吸怪将所有非灵吸怪生物都视为敌人，在他们看来，其他所有的种族都只配作为他们的奴隶和食物。
灵吸怪尤其痛恨不死生物，因为不死生物对影响心灵和震慑的效果免疫，这样一来灵吸怪的大部分灵能能力都毫无用处，只能耗费他们的奴隶来对付对方。
任何成为巫妖的灵吸怪都被视作对整个灵吸怪社会的背叛，因为它们不会自然死去，大脑也就没有办法融入到主脑中。灵吸怪会搜捕并追杀灵吸怪巫妖，另一方面，灵吸怪巫妖也会将活的夺心魔作为用精神或法术控制的奴隶。
灰矮人被认为是遭到灵吸怪奴役的杜尔加部落矮人被长期奴役后逐渐变异的矮人新亚种，他们非常憎恨灵吸怪，用专门对付灵吸怪的战术来训练自己的士兵。

### 同盟
当灵吸怪发现对方数量极多的时候，他们会暂时与对方同盟，但是事实上，任何和他们合作的最终都会被灵吸怪魅惑并成为奴隶。
在小说黑暗精灵三部曲中，魔索布莱城的班瑞家族就有一名夺心魔顾问埃耳·威丁沃。

### 奴隶
灵吸怪的奴隶中几乎包括了任意种族，其中最普通的是石盲蛮族和甲伏怪。他们也喜欢变形怪，因为变形怪可以方便的渗透到各种组织中，给它们带来有价值的情报。

## 相关的文学和游戏
在龙与地下城的生物设定中，灵吸怪属于挑战等级较高的一种生物，8级以下的玩家很难战胜灵吸怪。
在小说黑暗精灵三部曲之《流亡》中，崔斯特一行在逃亡中被灵吸怪伏击。灵吸怪们轻松的奴役了崔斯特和他的伙伴，但当他们面对已经成为不死生物的札克纳梵时却被杀的四处逃窜。第十五章讲述了他们被灵吸怪袭击的场景：……一只灵吸怪跨过那道看不见的门，出现在两个震惊的伙伴前方，随即对他们发出心灵冲击。他们俩甚至来不及出声喊叫。贝尔瓦一阵摇晃，旋即跪倒在地；喀拉卡的心智尚徘徊于恐爪怪与岩精之间，心灵冲击的影响没那么快发作。……
在电脑游戏博德之门II：安姆的阴影中，幽暗地域的卓尔会命令主角去一个灵吸怪的城市杀掉主脑，对低等级的人物来说这是个非常困难的任务。